# Marian Fluder
Marian Fluder (ur. 1 lutego 1946 w Odolanowie, zm. 12 marca 2024) – polski lekarz pediatra, specjalista chirurgii ogólnej oraz medycyny sportowej.

## Życiorys
Marian Fluder urodził się 1 lutego 1946 roku w Odolanowie. Po ukończeniu szkoły podstawowej zamieszkał z rodzicami w niedalekim Ostrowie Wielkopolskim, gdzie ukończył Liceum Męskie. W 1964 roku podjął studia medyczne na Akademii Medycznej w Poznaniu. W czerwcu 1970 roku otrzymał dyplom lekarza. Od początku pracy zawodowej służył na terenie ziemi gnieźnieńskiej. W 1972 roku odbył służbę w Jednostce Wojskowej w Powidzu jako lekarz pułku i lekarz dla rodzin kadry wojskowej, jednocześnie podejmując nocne dyżury w gnieźnieńskim pogotowiu. Był także lekarzem sportowym w klubie żużlowym Start Gniezno. Został odznaczony medalem za zasługi dla obronności kraju oraz mianowany do stopnia porucznika.
W 1974 roku rozpoczął pracę w gnieźnieńskim szpitalu oraz przychodni przy ul. Staszica, jednocześnie świadcząc usługi w ambulatorium aresztu śledczego przy ul. Franciszkańskiej. W 1993 roku otworzył prywatną praktykę lekarską i prowadzi ją aż do śmierci, przyjmując mieszkańców w dzień i w nocy.
Marian Fluder był specjalistą chirurgii ogólnej pierwszego stopnia, pediatrii i medycyny sportowej drugiego stopnia.
31 stycznia 2019 roku uhonorowany został nagrodą Gnieźnieńskiej Kapituły Orła Białego za rok 2018. 28 grudnia 2019 roku odebrał tytuł Honorowego Obywatela Miasta Gniezna nadany przez Radę Miasta Gniezna. 16 marca 2024 po Mszy św. w gnieźnieńskiej katedrze został pochowany na cmentarzu św. Krzyża w Gnieźnie (sektor F). Jego imieniem nazwano w marcu 2025 zrewitalizowany skwer przy ulicy Łubieńskiego w Gnieźnie.